# Поколение Z

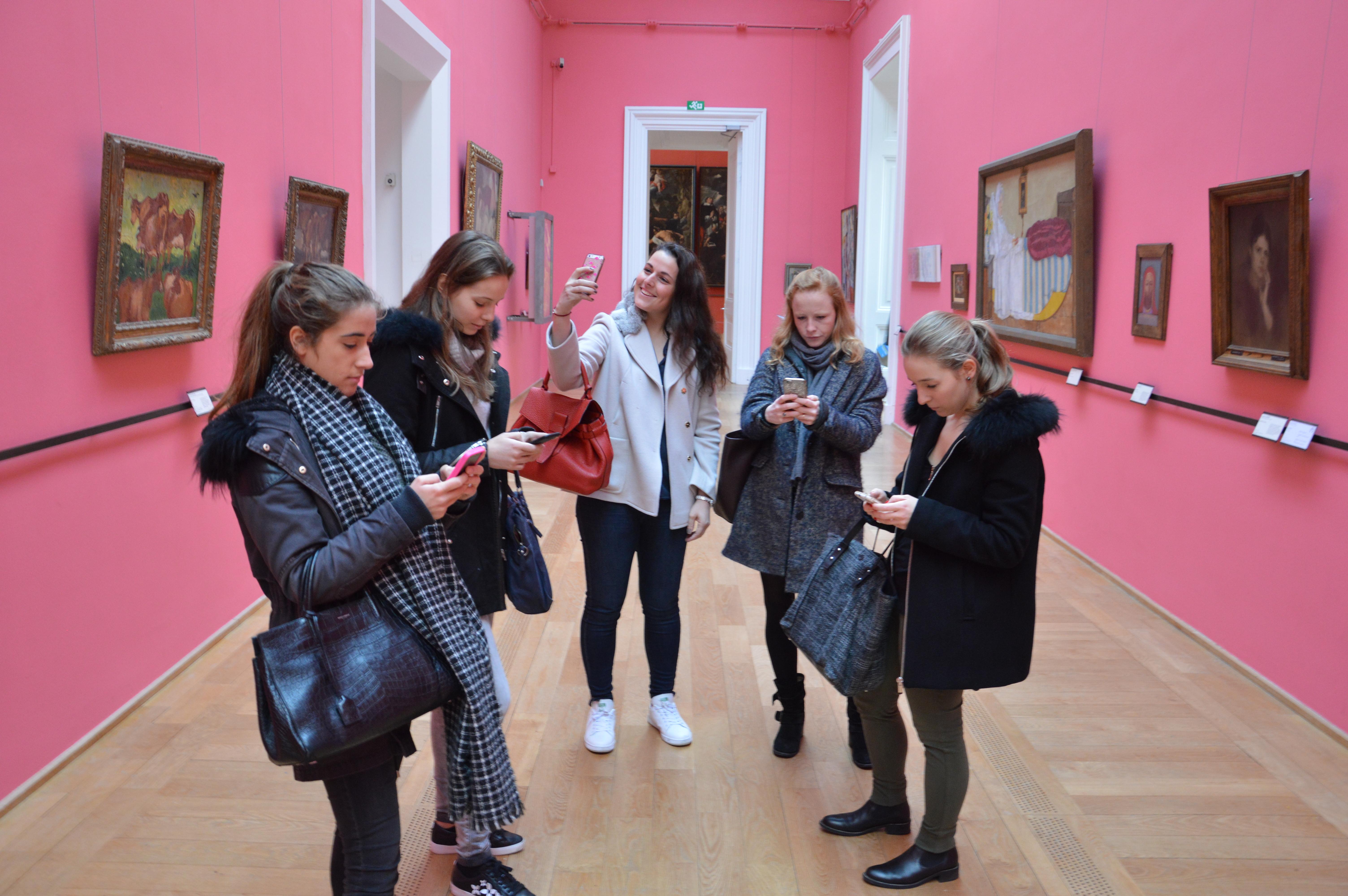
Девушки поколения Z делают и отправляют фотографии в Лилльском дворце изящных искусств

Поколе́ние Z (англ. Generation Z) — термин, применяемый в мире для поколения людей, родившихся, по разным классификациям, примерно с середины 1990-х до начала 2010-х годов[где?] (нижние границы дат рождения 1995—1997, верхние границы 2010—2012).
Соответствует Теории поколений, созданной Уильямом Штраусом и Нилом Хоувом. Большинство представителей поколения Z — дети более старших поколений или людей поколения X.
Будучи первым социальным поколением, выросшим в условиях доступа к Интернету и цифровым технологиям с раннего возраста, представители поколения Z получили название «цифровых аборигенов». Представители поколения Z проводят больше времени за электронными устройствами и меньше за чтением книг, чем раньше, что сказывается на их внимательности, словарном запасе, успеваемости и будущем экономическом вкладе. По сравнению с предыдущими поколениями представители поколения Z живут медленнее[обтекаемое выражение], чем их предшественники в их возрасте, имеют более низкий уровень подростковой беременности и реже употребляют алкоголь.
Во всём мире есть данные о том, что девушки поколения Z начинают половое созревание в значительно более раннем возрасте по сравнению с предыдущими поколениями. Кроме того, распространённость аллергии среди подростков и молодых людей выше у этого поколения, чем в целом среди населения; выше осведомлённость и диагностика психических заболеваний и чаще отмечается недостаток сна. Во многих странах у молодёжи поколения Z чаще диагностируют умственную отсталость и психические расстройства, чем у представителей старших поколений.

## Даты и возрастные диапазоны

Схема поколений Западного мира по версии Pew Research Center. Фиолетовым цветом отмечено поколение Z

Исследователи и популярные СМИ используют середину и конец 1990-х годов в качестве начального года рождения и начало 2010-х годов в качестве конечного года рождения для определения поколения Z. Оксфордские словари определяют поколение Z как группу людей, родившихся в период с середины 1990-х годов до начала 2010-х годов, которые считаются хорошо знакомыми с Интернетом. Некоторые источники указывают конкретный диапазон 1997—2012 годов, зачастую эти годы оспариваются или дебатируются.
Статистическое управление Канады определяет поколение Z как возникшее в 1993 году.
Исследовательский центр Пью определил 1997 год как начальный год рождения поколения Z, основывая это на «различном формирующем опыте», таком как новые технологические и социально-экономические достижения.

Ежедневная деловая газета American Banker, освещающая индустрию финансовых услуг, сообщает, что: «возрастной диапазон поколения Z все ещё остаётся предметом дискуссий, существует широкий консенсус в отношении того, что поколение Z начинается с людей, родившихся примерно с 1993 по 1995 год».

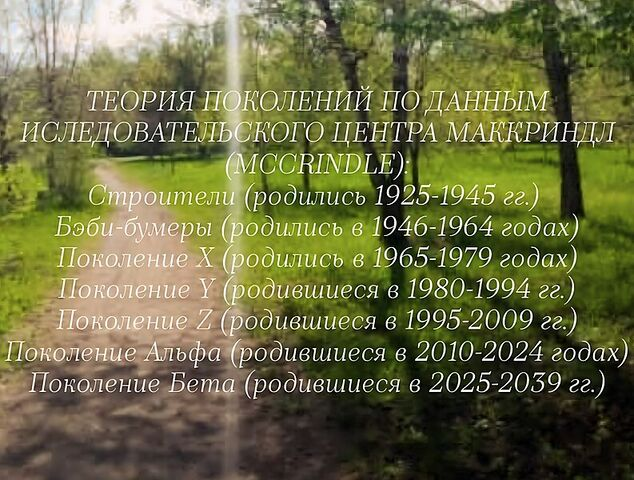
Описание теории поколений по данным McCrindle Research

По данным австралийского исследовательского центра McCrindle Research представители поколения появились на свет в 1995—2009 годах.
Профессор психологии в Университете штата Сан-Диего, Джин Твенге называет годы рождения этого поколения — 1995—2012.
Международная американская консалтинговая компания McKinsey & Company называет представителей поколения Z людей, родившихся примерно с 1995 по 2010 год, «цифровыми аборигенами», которые с самой ранней юности подвержены воздействию Интернета, социальных сетей и технологий[каких?].

Теория поколений также получила распространение и в России, где в отличие от США, теорию поколений многие не признают, поэтому её изучают не историки, а маркетологи и специалисты по рекламе. Первые исследования начинали проводиться социологами Института социологии РАН ещё в СССР. Исследования продолжаются по сей день.[обтекаемое выражение]

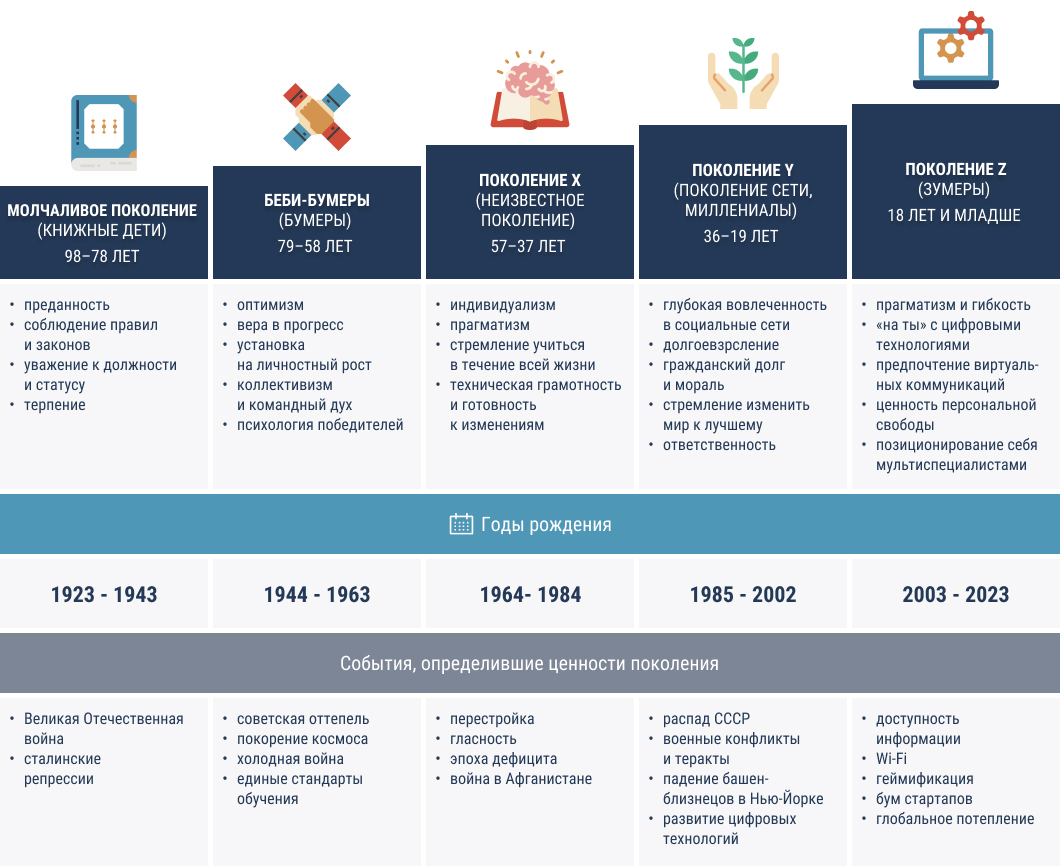
Поколения по данным rugenerations

Как признаётся многими, определить с точностью до месяца и даже года период, где заканчивается одно поколение и начинается другое, на сегодняшний день невозможно: каждый эксперт видит поколения по-разному, но даже в России некоторые эксперты, в том числе и социологи, признают результаты большинства ведущих исследований мира и считают, что представители поколения Z рождались примерно с 1995 по 2010 год, а также, что это общемировая тенденция, и у тех же поколений, но выросших в других реалиях, могут быть свои особенности.

## Общие черты
Представители поколения Z зачастую активно используют современные технологии, планшеты, смартфоны и 3D-реальность[в какой стране?]. В их сознательном возрасте доступ к интернету и практически к любому роду информации уже не ограничивается домашним компьютером, а может быть в полной мере доступен благодаря переносным и «карманным» устройствам. Зачастую термин «поколение Z» рассматривается в качестве синонима термина «цифровой человек». Они отличаются высоким уровнем цифровой грамотности, склонностью к самовыражению через социальные медиа. Цифровизация затрагивает все сферы деятельности поколения Z: они предпочитают общение в интернете, удалённую работу и учёбу, а также покупают товары и услуги онлайн и маркетплейсах[в какой стране?]. Зумеры не разделяют виртуальный и реальный мир — интернет для них является неотрывной частью реальной жизни. В отличие от старших поколений, которые в основном получают новости из телевизионных новостей, поколение Z получает информацию[какую?] преимущественно из социальных сетей.
Поколение Z интересуется наукой и технологиями[обтекаемое выражение] и является первым поколением, полностью родившимся во времена глобализации и постмодернизма: отмечается, что многие родители[в какой стране?] людей из поколения Z работают неполный рабочий день или даже берут работу на дом, больше времени уделяя воспитанию детей. По всему миру люди поколения Z на 55 % чаще миллениалов стремятся начать бизнес. Также 61 % предпочитает стать бизнесменами[в какой стране?], а не наёмными работниками, а 75 % хотят превратить хобби в дело.
Зумеры (англ. zoomer) — неформальный термин, используемый для обозначения представителей поколения Z на имиджбордах. Он сочетает в себе сокращение boomer, обозначающее поколение бэби-бумеров, и «Z». Популярность термина резко возросла в 2018 году, когда он был использован в интернет-меме на 4chan, высмеивающем подростков поколения Z. По данным Merriam-Webster, наибольшее использование термина началось в 2016 году.

## Культура

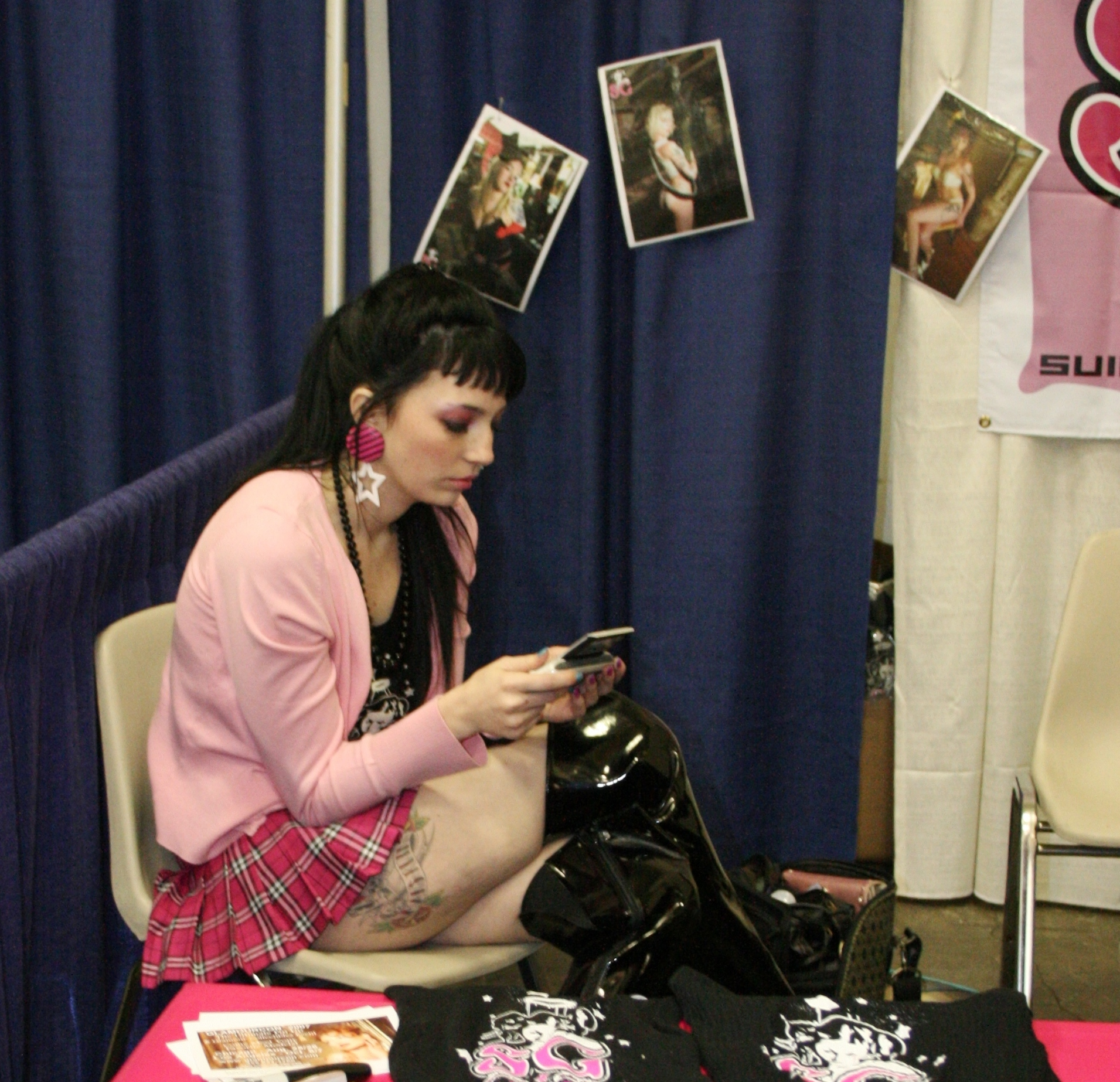
Пример участницы субкультуры эмо

Поколение Z привержены молодёжным субкультурам[обтекаемое выражение]. К субкультурам поколения Z относятся анимешники, альт, К-рор, E-kids, готы, панки, эмо, косплееры и другие. Среди зумеров распространена ностальгия по прошлому, когда жизнь казалась им проще и менее напряжённой, даже если они сами никогда этого не испытывали. Например, эстетика, получившая в 2018 году название «cottagecore», существует уже много лет[где?], она стала субкультурой поколения Z, особенно в различных социальных сетях после массовых карантинов, введённых для борьбы с распространением COVID-19. Ностальгические настроения усилились во время и после пандемии COVID. Хотя ностальгия обычно ассоциируется с пожилыми людьми, сейчас эти настроения распространены среди тех, кто достиг совершеннолетия в 2010—2020-х годах. С трудом справляясь с современными реалиями, миллениалы и поколение Z.
Представители поколения Z больше всего ностальгируют по эпохе Y2K и в особенности по Y2K эстетике основанной на том времени. Быстрые перемены в 2000-х годах были вызваны терактами 11 сентября, войной с терроризмом и быстрым развитием технологий, такими как iPod и iPhone. Мода, макияж, причёски и аксессуары из нулевых стали массовыми трендами для поколения Z на YouTube, TikTok и других платформах. Сюда же относится любовь к ироничным мемам, и ностальгия по поп-культуре 2000-х годов.
TikTok популярен среди поколения Z, они предпочитают потреблять как развлекательный, так и образовательный контент в формате видео. По всему миру 81 % представителей поколения Z используют TikTok для поиска забавного или развлекательного контента.

## Образование
По всему миру поколение Z, как правило, имеет высокий уровень охвата начальным образованием как в развитых, так и в развивающихся странах. Число учащихся в начальных школах в развивающихся странах неуклонно росло с середины 20-го века. К 1990-м и 2000-м годам показатели охвата начальным образованием приблизились к 100 %. В области естественных наук лучшие результаты показывают Сингапур, Южная Корея, Япония, Россия и Гонконг[значимость факта?].
К 2024 году многие учебные заведения по всему миру решили запретить использование мобильных телефонов в классе, чтобы помочь ученикам лучше сосредоточиться. Социологи отмечают, что качестве глобальной тенденции в образовании для поколения Z предпочтительней быстрые и сжатые курсы в режиме коротких аудио- и видеосообщений, статей и видеороликов, а также занятие самообразованием. Согласно социологическому опросу McKinsey онлайн-обучение, основанное на индивидуализации, становится для них[в какой стране?] незаменимым в освоении школьной программы.

## Демография
Поколение Z в настоящее время является самым многочисленным поколением на Земле. Анализ данных Организации Объединённых Наций, проведённый Bloomberg, показал, что в 2019 году представители поколения Z составляли 2,47 миллиарда из 7,7 миллиарда жителей Земли, превысив численность миллениумов в 2,43 миллиарда.
По оценкам на 2024 год, глобальное население поколения Z составляет около 2 миллиардов человек, примерно 27 % населения планеты. Во многих странах они представляют собой от 25 % до 30 % от общего числа жителей. 48 % представителей поколения Z относятся к расовым и этническим меньшинствам. Только 11 % представителей поколения Z женаты или имеют детей[когда?]. Поколение Z в настоящее время[когда?] составляет большинство населения Африки. В 2017 году 60 % из 1,2 миллиарда человек, проживающих в Африке, были моложе 25 лет.
Из примерно 66,8 миллиона жителей Великобритании в 2019 году около 12,6 миллиона человек относятся к поколению Z.
Более трети влиятельных людей в социальных сетях относятся к поколению Z.

## Политические взгляды
В развитых демократических странах вера молодых людей в институты, включая их собственное правительство, снизилась по сравнению с верой предыдущих поколений. По данным опросов, представители этого поколения в целом разделяют скорее левые политические взгляды.
Представители поколения Z, активно занимающиеся политикой[в какой стране?], избегают покупать или работать в компаниях, которые не разделяют их социально-политические взгляды, и используют интернет-активизм. Следовательно, поддержание присутствия в социальных сетях, жизненно важно для политиков и политических партий, зависящих от голосования молодёжи.
В конце 2010-х поколение Z часто описывали как прогрессивную группу, которая, по общему мнению, поддерживает социальные проблемы[что?], такие как права ЛГБТ, контроль над оружием, гендерное равенство и доступ к абортам. 

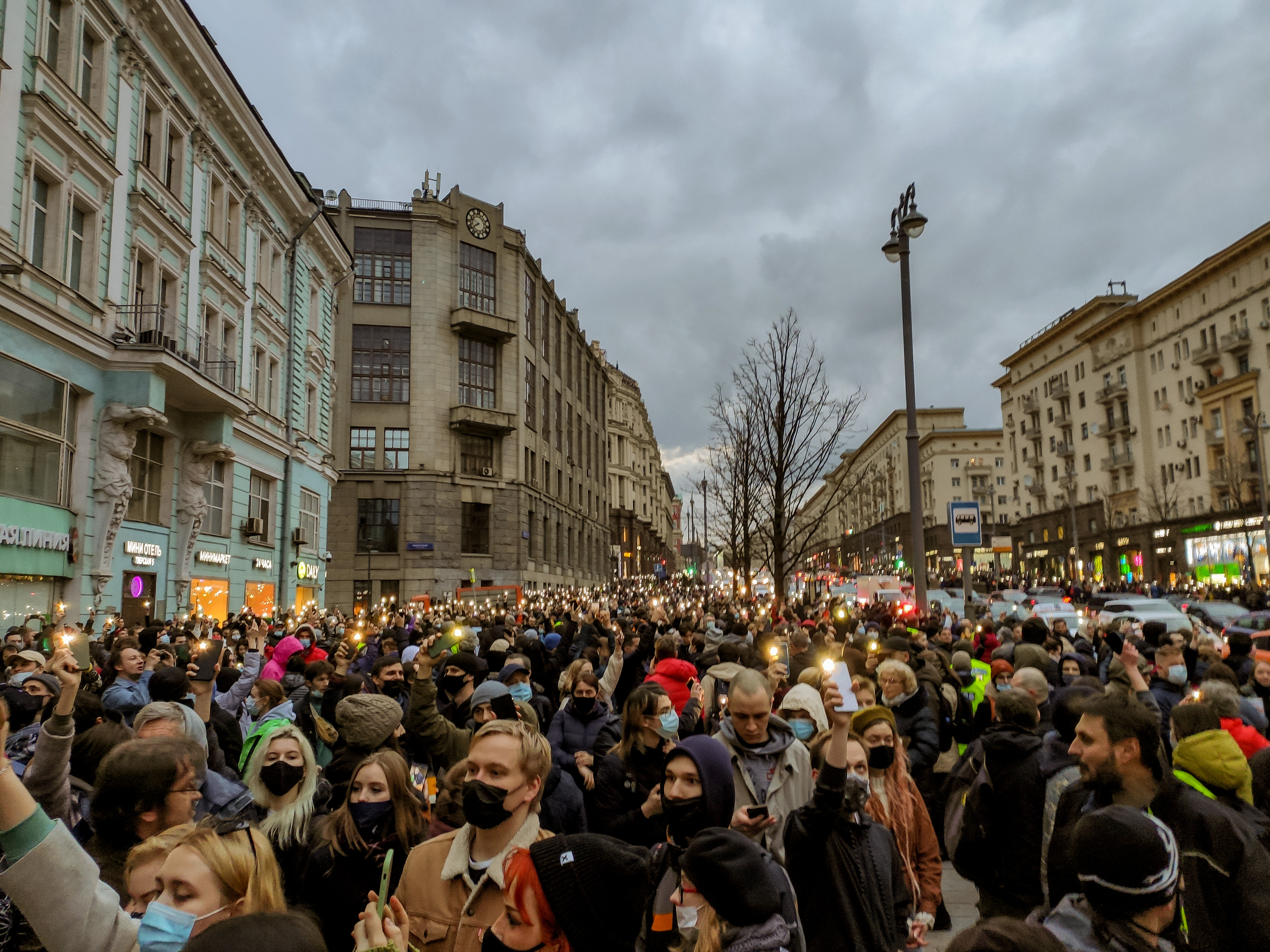
Протестующие против ареста оппозиционного лидера Алексея Навального в Москве

### В России
Поколение Z в политике России характеризуется разнородностью, так как молодые люди различаются по мировоззренческим и социокультурным особенностям, идеологическим предпочтениям, месту проживания, уровню образования и материальному положению.
По данным, опубликованным в 2019 году, медианный возраст оппозиционно настроенной молодёжи в России, по результатам социологического исследования, составил 22 года.
По данным исследования кафедры политических наук Саратовского государственного университета, проведённого в 2024 году, доля оппозиционно настроенных молодых людей остаётся на достаточно высоком уровне (примерно треть опрошенных). Наибольшая политическая мотивированность оппозиционности характерна для молодых сторонников либерализма, а социально-экономическая мотивация более присуща сторонникам «левых» идеологий. При этом поколение Z интересуется политической ситуацией в стране и в мире. По данным исследования, 54,5 % опрошенных интересуются политической ситуацией на постоянной основе, а 38,6 % следят за политической обстановкой периодически.

### В мире
Поколение Z играет заметную роль в мировой политике. В последние годы всё больше его представителей начинают интересоваться политикой и принимать заметную роль в деятельности различных институтов общества.
Политические взгляды этого поколения различаются в зависимости от пола. Американские женщины этого поколения склоняются к левым идеям, поддерживают репродуктивные права, смягчение последствий изменения климата и феминизм. Мужчины наоборот, больше склоняются к консервативной идеологии, особенно в ответ на вопросы о правах трансгендеров, политкорректности, экономической политике, культуре отмены[чего?] и традиционных гендерных ролях.

## Религиозные взгляды
О постепенном снижении интереса молодых людей к религии свидетельствуют многие опросы, проведённые за последние 10 лет в разных странах мира. Исследовательский центр Пью в 2018 году заключил, что люди младше 40 в среднем намного реже считают себя религиозными и следуют религиозным ритуалам.

### В России
По данным социологов, молодёжь в России всё меньше интересуется религией. Число молодых верующих составляет 45 %, а неверующих — 48 %, сообщал ВЦИОМ. Исследование ВЦИОМ показало, что с 2017 по 2021 год количество россиян, которые считают себя атеистами, увеличилось с 7 % до 14 %, при этом среди респондентов в возрасте от 18 до 24 лет количество неверующих в 2021-м составило 22 %.

### В мире
На Западе поколение Z наименее религиозное поколение в истории. Больше представителей поколения Z, чем представители предыдущих поколений, называют себя неверующими и отвергают религиозную принадлежность, хотя многие из них по-прежнему называют себя духовными. В США среди представителей поколения Z вдвое больше атеистов, чем среди предыдущих поколений.
Британский социальный опрос в 2016 году показал, что 71 % людей в возрасте от 18 до 24 лет не исповедуют никакой религии, по сравнению с 62 % годом ранее. Опрос ComRes, проведённый в 2018 году, показал, что чуть более одного из двух человек в возрасте от 18 до 24 лет сообщили о положительном опыте общения с христианами и христианством. Две трети представителей той же возрастной группы никогда не посещали церковь; среди оставшейся трети 20 % ходят несколько раз в год, а 2 % несколько раз в неделю.
С утверждением, что христиане оказывают плохое влияние на общество, согласились 12 % респондентов в возрасте от 18 до 24 лет, тогда как не согласились чуть больше половины. Для сравнения, 14 % респондентов в возрасте от 25 до 34 лет согласились с этим утверждением. В целом 51 % британцев не согласились с этим утверждением, а 10 % согласились. По данным Британского управления национальной статистики, люди в возрасте до 40 лет в Англии и Уэльсе чаще считают себя не христианами, а нерелигиозными.

## Проблемы здоровья

### Ментальное
По данным Всемирной организации здравоохранения, депрессия — одно из самых распространённых заболеваний среди подростков во всех странах мира. Психические расстройства наблюдаются у каждого седьмого человека в возрасте 10–19 лет в мире.
Подростки и молодые люди особенно подвержены депрессии и тревоге из-за изменений, происходящих в организме в подростковом возрасте. Метаанализ 2020 года показал, что наиболее распространёнными психическими расстройствами среди подростков являются СДВГ, тревожные расстройства, расстройства поведения и депрессия, что совпадает с предыдущим исследованием 2015 года. Данные Всемирной организации здравоохранения и Программы международной оценки успеваемости учащихся показывают, что если в 2000-х годах процент подростков, отмечающих проблемы с психическим здоровьем, оставался примерно одинаковым, то в 2010-х годах он возрастал.
Международная консалтинговая компания Deloitte в 2021 году проводила исследование миллениалов и поколения Z в России, выяснив, что российские представители поколения Z депрессивнее ровесников из других стран. Источниками стресса для себя респонденты отнесли коррупцию в бизнесе и политике (47 %), безработицу (32 %) и неравенство доходов (26 %).
Исследование американских учёных в 2023 году, в котором приняли участие 30000 человек в возрасте от 12 до 26 лет показало, что только 15 % представителей поколения Z в возрасте от 18 до 26 лет заявили, что чувствуют себя хорошо. В этом же исследовании проведённом 10 лет назад принимали участие миллениалы. На аналогичный вопрос 52 % участников в том же возрастном диапазоне заявили, что их психическое здоровье не вызывает проблем и вопросов.

### Половое созревание
По данным исследований, девушки поколения Z начинают половое созревание в более раннем возрасте по сравнению с предыдущими поколениями.
По разным данным, нарушение полового созревания у девочек поколения Z выявляется у 3-7 %. К причинам возникновения отклонений относят наследственную предрасположенность, а также внешние неблагоприятные факторы: ионизирующее излучение, гипоксию, вирусные заболевания и другие.
В Европе и США средний возраст начала полового созревания у девочек в начале XXI века составлял около 13 лет, тогда как сто лет назад этот показатель был равен примерно 16. Раннее половое созревание связано с различными проблемами психического здоровья, такими как тревога и депрессия, ранняя половая жизнь, употребление психоактивных веществ, табакокурение, расстройства питания и деструктивные расстройства поведения. Девочки, у которых ранее созревание, также подвергаются большему риску сексуальных домогательств. Более того, в некоторых культурах начало полового созревания остаётся показателем готовности к браку, поскольку, с их точки зрения, девочка, проявляющая признаки полового созревания, может вступить в половую связь или подвергнуться риску нападения, и выдача её замуж — это способ её «защиты».